# Деликатес

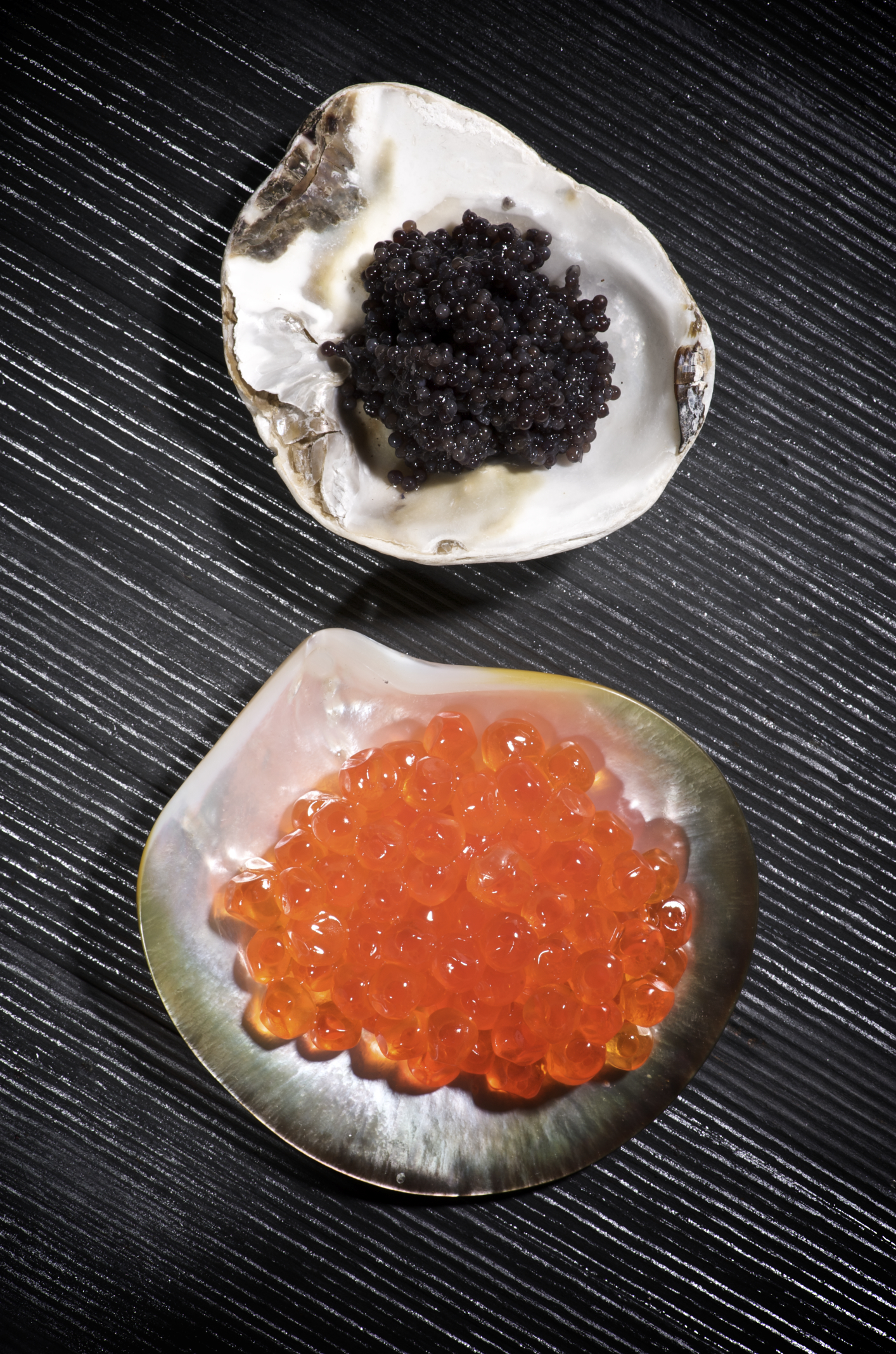
Чёрная и красная икра

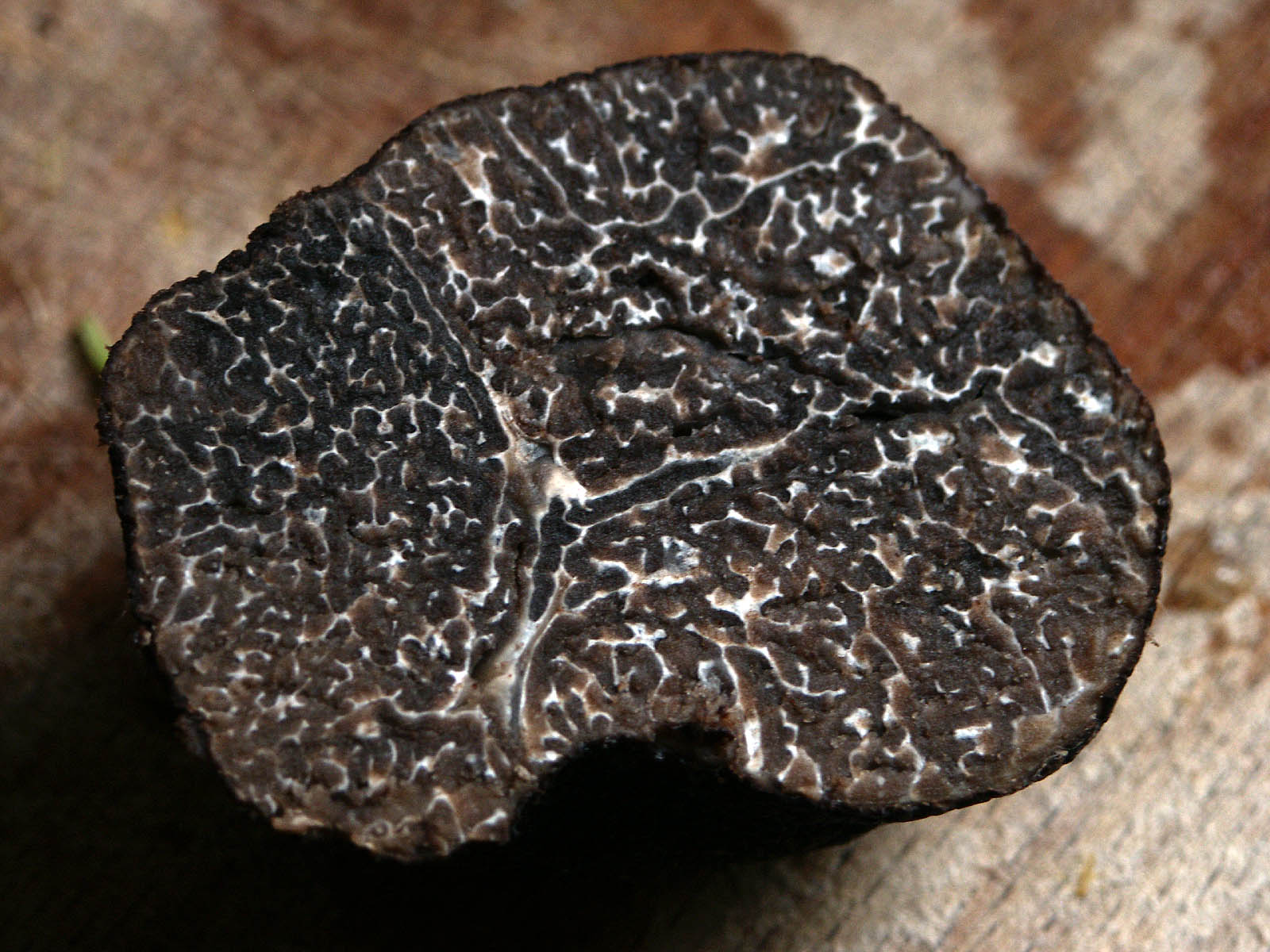
Чёрный перигорский трюфель

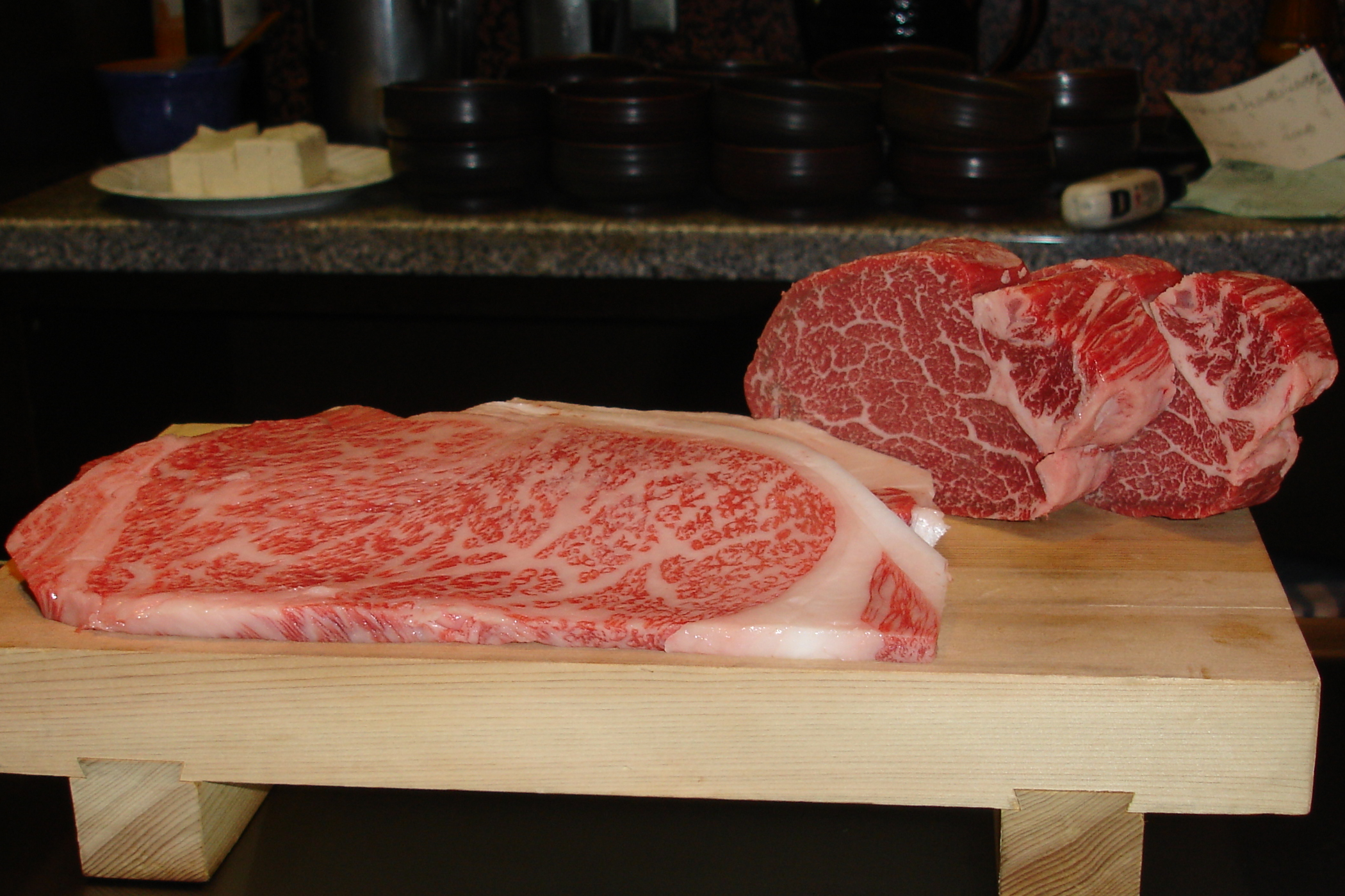
Говядина кобе

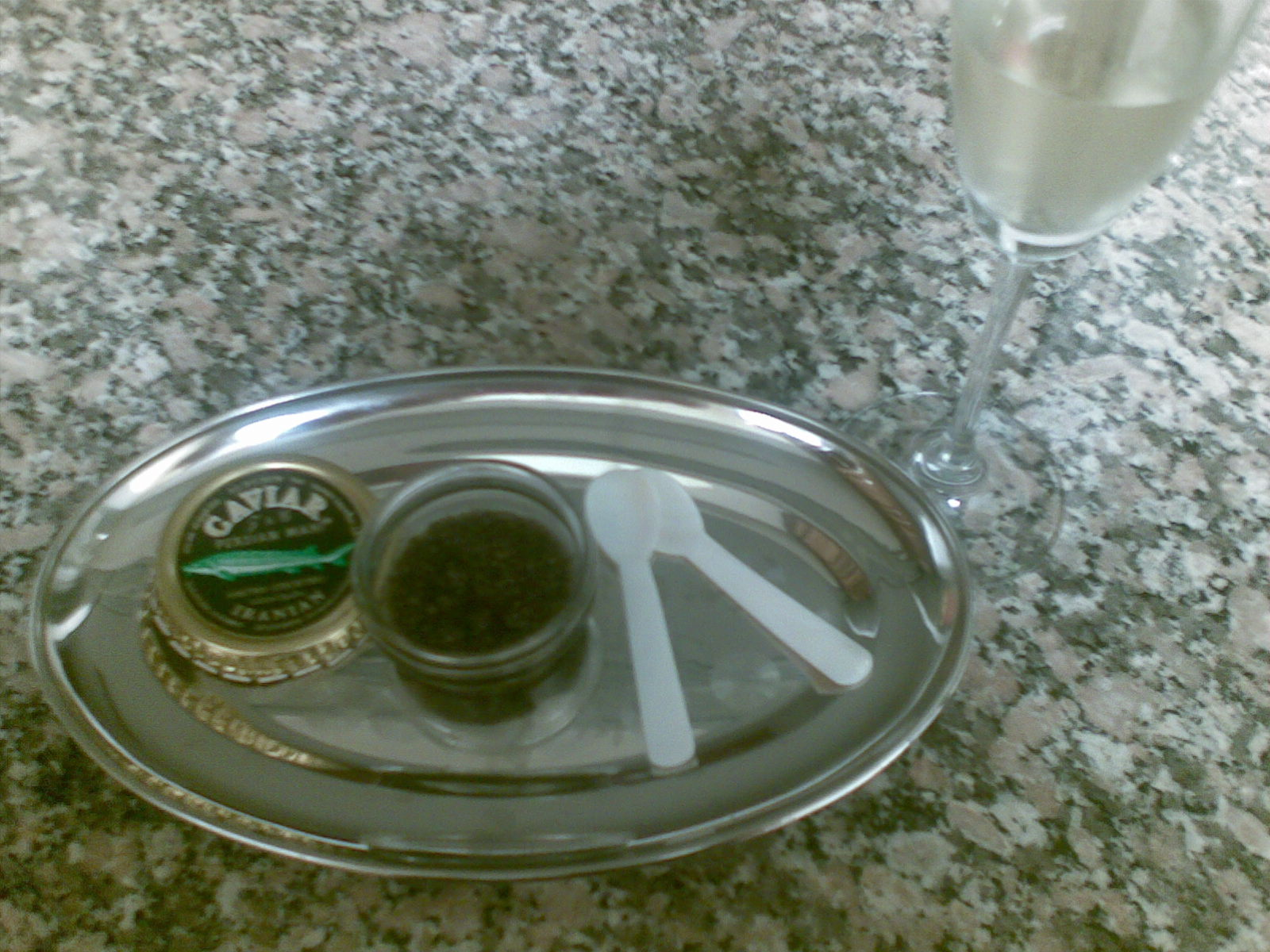
Икра дикого иранского осетра

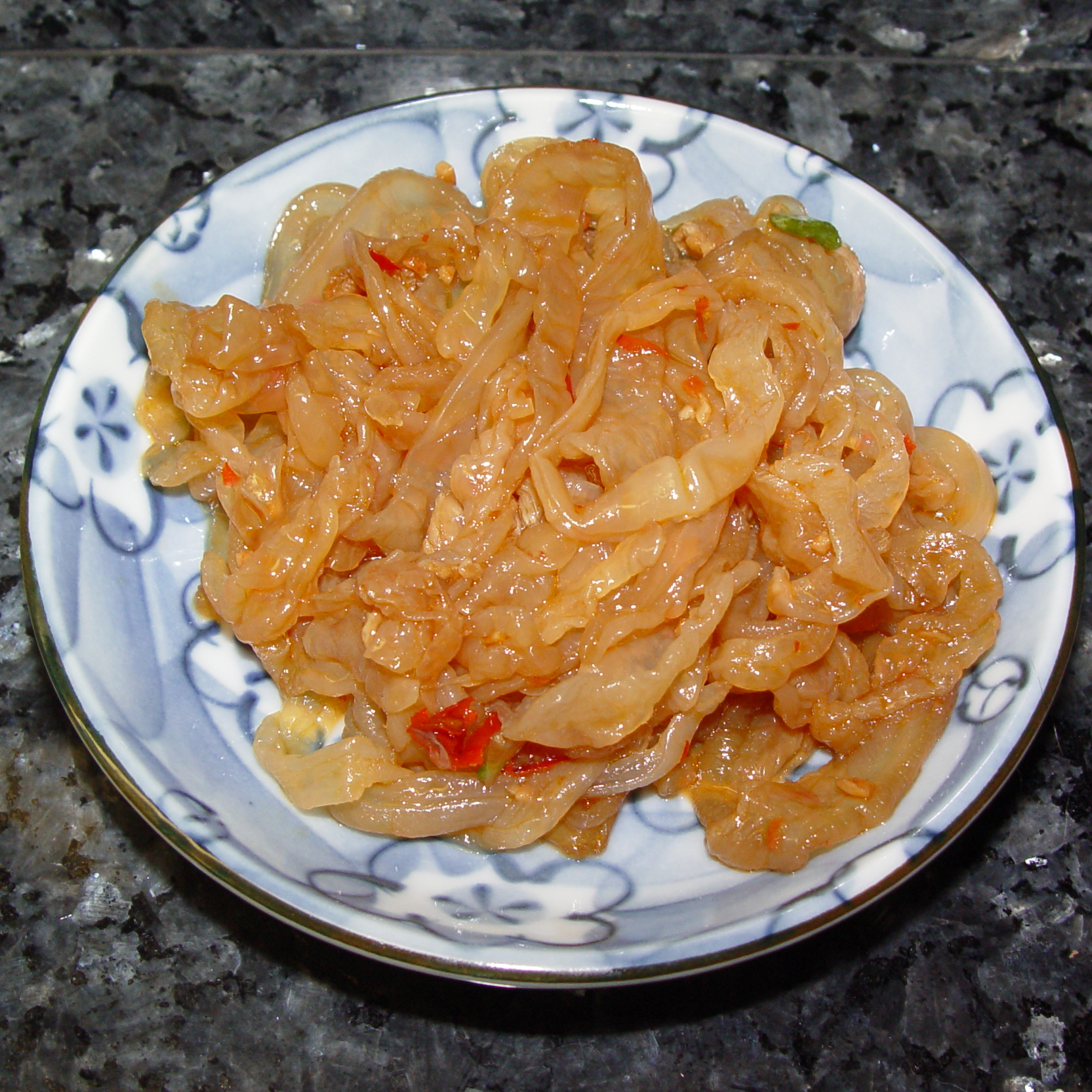
Съедобные медузы, приготовленные с кунжутным маслом и соусом чили

Деликате́с (от фр. délicatesse) — это, как правило, редкий или дорогой продукт питания, который считается очень желанным, изысканным или особенно отличительным в данной культуре. Независимо от местных предпочтений, такой ярлык, как правило, распространён по всему региону. Часто это происходит из-за необычных вкусов или характеристик или потому, что это редко или дорого по сравнению со стандартными продуктами питания. В более широком смысле — деликатес, это нечто особое, изысканное, ожидаемое, не обязательно еда.
Деликатесы различаются в зависимости от страны, обычаев и эпохи. Язык фламинго был очень ценным блюдом в Древнем Риме, но в наше время его не едят. Омары считались едой для бедных в Северной Америке до середины XIX века, когда к ним начали относиться, как и в Европе, как к деликатесу. Некоторые деликатесы относятся к определённой культуре, например, фугу в Японии, суп из птичьих гнёзд (приготовленный из гнёзд стрижей) в Китае и личинки муравьёв (эскамолы) в Мексике или относятся к специфическим местным продуктам, таким как белые грибы, оленина или анчоусы.

## История
Торговля деликатесами составляла важную часть торговли в Средние века, например, торговля между Европой и Дальним Востоком, арабским миром. В разное время деликатесом считались: картофель, рис, чай и др.

## Примеры деликатесов
- Abalone (Bao Yu) — Китай, Япония[2][3][4]
- Акутак — Аляска, Северная Канада, Сибирь[5]
- Alici из Триестского залива недалеко от Барколы — Италия[6]
- Балют — Юго-Восточная Азия[7]
- Билтонг — Южная Африка
- Суп из птичьих гнёзд — Китай[8]
- Яйца озёрной чайки — Великобритания[9][10]
- Боттарга — Средиземноморье
- Касу марцу — Сардиния[7]
- Икра — Азербайджан, Россия, Иран[11][12]
- Чемпедак — Индонезия, Малайзия, Южный Таиланд
- Столетнее яйцо — Китай[7]
- Шампанское — Регион Шампань во Франции
- Conpoy — Китай[13]
- Droëwors — Южная Африка
- Дуриан — Калимантан, Суматра[14]
- Escamol — Мехико[7]
- Эскарго — Франция[15][16]
- Филе-миньон — Франция
- Фуа-гра — Перигор, Франция[17]
- Жареный бутерброд с мозгами — Индиана, Огайо, Сент-Луис[7]
- Жареный тарантул — Скуон[7]
- Фугу — Япония[18][19]
- Gyromitra esculenta — Скандинавия
- Морская свинка — Боливия, Колумбия, Эквадор, Перу[20][21]
- Хаггис — Шотландия[22]
- Хаукарль — Исландия[23]
- Huitlacoche — Мексика[7]
- Хамон (Jamón ibérico) — Португалия, Испания[24][25]
- Ikizukuri — Япония
- Съедобные медузы — Восточная Азия, Юго-Восточная Азия[26]
- Karasumi — Япония, Тайвань[27][28]
- Kiviak — Гренландия[7]
- Говядина кобе — Хиого[29]
- Копи-лувак — Индонезия[30][31]
- Омар — Мэн, Массачусетс, Нью-Йорк, Приморские провинции[1]
- Садовая овсянка — Франция[17]
- Устрица — Малайзия, Франция, США[32]
- Перепелиные яйца, включая маринованные перепелиные яйца — Бразилия, Колумбия, Дания, Эквадор, Индонезия, Япония, Филиппины, Южная Корея, Венесуэла, Вьетнам[33][34]
- Устрицы Скалистых гор — Аргентина, Канада, Мексика, Испания, США[35][36]
- Морские гребешки;[37] их икры, называемые кораллами, также являются деликатесом[38][39] — Галисия, Япония, Тайвань
- Трепанги — Восточная Азия, Юго-Восточная Азия[40][41]
- Сиокара — Япония[7]
- Молоки — Индонезия, Япония, Корея, Румыния, Россия, Сицилия[7]
- Смалахове — Вестланн[7]
- Икра улиток[42]
- Змеиный суп — Гуандун, Гонконг[43] — Австрия, Франция, Великобритания, США
- Сюрстрёмминг — Швеция[44][45]
- Трюфель — Кавказ, Средний Восток, Южная Европа[46]
- Тирольский серый сыр — Австрия

## Дополнительное чтение
- 王艳芳. Top 13 most disgusting delicacies in the world. China.org.cn (9 августа 2011).
- Miller, Michael. Strange foods. AskMen (22 сентября 2006).
- Ortile, Matt. 23 Unexpected Cultural Delicacies From Asia. BuzzFeed (24 июля 2013).
- Bercovici, Jeff. The World's Most Disgusting Delicacies. Forbes (5 августа 2011).